# Fragile Dreams: Farewell Ruins of the Moon
Fragile Dreams: Farewell Ruins of the Moon (フラジール ～さよなら月の廃墟～, Furajīru ~Sayonara Tsuki no Haikyo~) est un jeu vidéo développé par tri-Crescendo et Namco et édité par Namco Bandai Games. Il s’agit d’un jeu de rôle sorti sur Wii en janvier 2009 au Japon. Il est édité en Amérique du Nord par Xseed Games pour l’hiver 2009, et en Europe par Rising Star Games le 19 mars 2010.

## Trame
Fragile Dreams se déroule dans un avenir post-apocalyptique où la plupart des gens ont mystérieusement disparu, où les villes ne sont devenues que des ruines désertes. Le personnage principal du jeu est Seto, un jeune garçon de 15 ans. Dans l'introduction, il explique comment son grand-père est mort et comment il s'est retrouvé pour la première fois de sa vie seul. C'est ainsi que Seto commence son voyage à la recherche de survivants dans ce monde dévasté.

### Personnages
- Seto: Un garçon de 15 ans. C'est après la mort de son grand-père qu'il décide de parcourir le monde en ruines à la recherche de survivants.
- Ren: Une fille aux cheveux argentés que Seto rencontre au début de son voyage. Elle aime chanter, se promener dans les ruines et s'occuper des chats errants qu'elle recueille.
- Assistante Personnelle: Une sorte d'ordinateur destiné à être porté sur le dos. Elle rejoint Seto après qu'il l'a retrouvée dans les ruines d'une gare ferroviaire. Restée longtemps seule elle aime beaucoup parler et guide Seto du mieux qu'elle le peut dans les ruines.
- Corbeau: (Kuro en version originale) Un garçon amnésique que Seto rencontre dans un parc d'attraction abandonné. N'ayant qu'une simple photo en guise d'indice, il entreprend un voyage pour découvrir ses origines.
- Sai: Le fantôme d'une jeune femme qui hante les ruines d'un hôtel. Même si elle aime se moquer de lui, elle accompagne et guide Seto à la recherche de survivants. Son passé est lié à celui de Shin.
- Le marchand: Un homme mystérieux vêtu d'une manière excentrique. Il apparaît toujours à l'improviste devant Seto et propose de lui acheter ou vendre toutes sortes de « choses brillantes » (ce qui comporte divers aliments ou des armes).
- Shin: L'antagoniste de l'histoire. C'est un scientifique de génie qui a découvert un moyen de développer l'empathie chez les êtres vivants, rendant l'usage de la parole ainsi inutile. Envié et méprisé par ses collègues et sa famille, il décide pour se venger de supprimer toute forme de vie matérielle lors de ce qu'il appelle son projet.

## Système de jeu
Le joueur contrôle Seto, parcourant les ruines du monde, à la recherche de survivants. En plus des divers équipements et objets de soins, le monde est également parsemé de souvenirs, qui, une fois récupérés, livrent à Seto quelques pensées de la personne a qui ils ont appartenu (par exemple un jouet livrera le souvenir d'une petite fille jouant avec sa mère).
La Wiimote est utilisée comme moyen d'exploration. Tout au début du jeu, Seto récupère une lampe torche qui éclaire dans la direction pointée par la télécommande. Outre le fait de l'éclairer, la lampe permet à Seto de révéler des ennemis invisibles s'ils sont touchés par la lumière.
Plusieurs évènements sonores tels que le bruit d'une machine, le miaulement d'un chat ou la voix d'un fantôme sont transmis par le haut-parleur de la Wiimote, s'intensifiant en fonction de l'éloignement et de l'orientation par rapport à la source du bruit.
Le Nunchuk permet de déplacer Seto. Suivant que le joystick est poussé fort ou non, Seto peut courir ou au contraire marcher lentement (pour franchir par exemple un sol fragile). En appuyant sur le bouton C, Seto peut s'accroupir et ainsi passer par des ouvertures impraticables autrement.
En appuyant sur B, la caméra passe à la première personne, permettant de mieux voir les environs, une pression sur A permettra de faire un zoom, ou une action si possible.

## Développement
Fragile: Farewell Ruins of the Moon  est développé par tri-Crescendo, connu pour son travail sur Baten Kaitos et Eternal Sonata. Le game design et la direction graphique sont pris en charge par l’équipe de Namco déjà responsable de Seven: The Calvary of Molmoth et Venus and Braves.

## Accueil
| Publication | Note      |
| ----------- | --------- |
| JP Famitsu  | 31 sur 40 |

Fragile: Farewell Ruins of the Moon s’écoule à 26 000 exemplaires lors de sa première semaine de commercialisation, soit la deuxième meilleure vente sur cette période selon les données de Media Create. Le magazine japonais Famitsu lui décerne une note de 31 sur 40.

## Doublage
- Seto : Hoko Kuwashima
- Ren : Miku Yoshikawa
- Assistante Personnelle : Umeka Shoji
- Sai : Ryo Hirohashi
- Kuro : Mie Sonozaki
- Chiyo : Chiwa Saito
- Le marchand : Tomohisa Aso
- Shin : Toshio Furukawa

### Médias externes
- [image] Face et dos de la pochette japonaise